# Yılmaz Büyükerşen

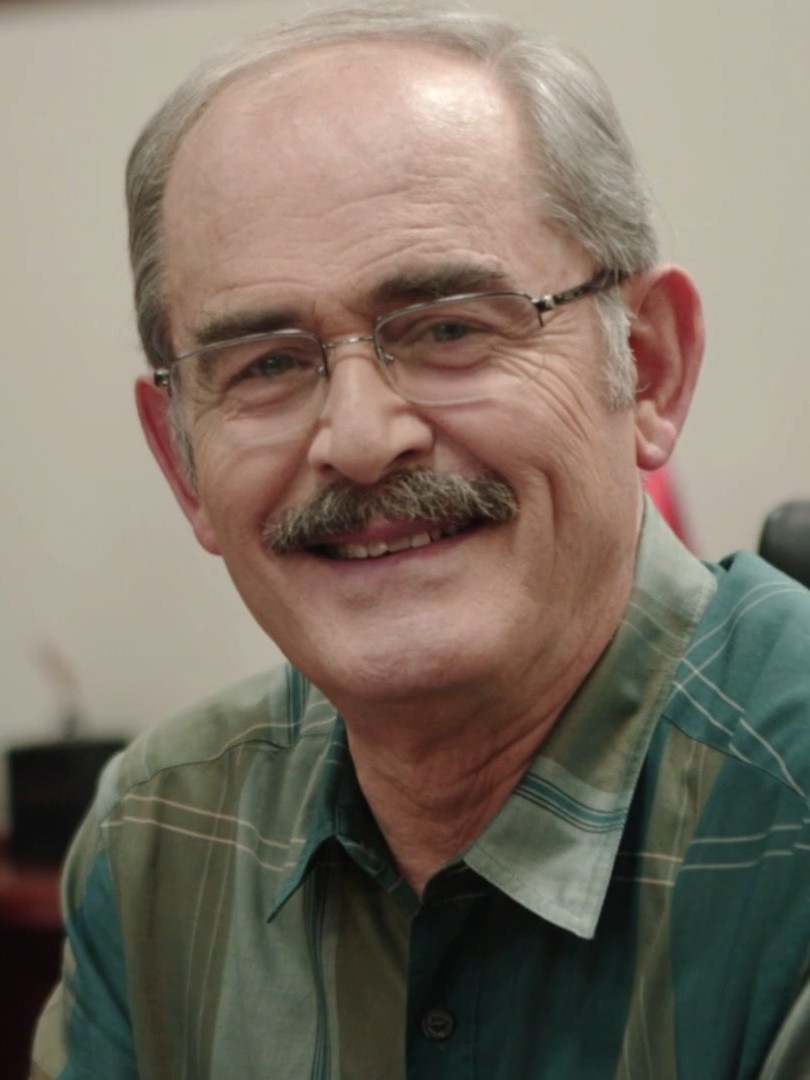
Yılmaz Büyükerşen, 2016

Yılmaz Büyükerşen (* 8. November 1937 in Eskişehir) ist ein türkischer Professor und Politiker der Republikanischen Volkspartei (CHP). Er war von 2019 bis 2024 der Bürgermeister von Eskişehir.

## Leben

### Ausbildung und Beruf
Büyükerşen absolvierte 1962 in Eskişehir ein Studium der Wirtschafts- und Handelswissenschaften. Während dieser Zeit arbeitete er als Reporter, Kolumnist, Karikaturist und Redakteur in verschiedenen Zeitungen. Gemeinsam mit ehemaligen Kommilitonen und dem Geld aus Blutspenden gründete er ein Kammertheater und danach das Stadttheater.
Im Jahr 1966 machte er seinen Doktor in Wirtschaftswissenschaften, 1968 wurde er assoziierter Professor und 1973 ordentlicher Professor. 1973 entwarf er ein Modell für eine Fernuniversität in der Türkei. 1976 wurde er zum Vorsitzenden der Akademie für Wirtschaft und Handelswissenschaften gewählt.
Der Präsident der türkischen Republik ernannte ihn im Jahr 1982 zum Rektor der Anatolien-Universität. Nach seiner ersten Amtszeit wurde er 1987 von Präsident Turgut Özal erneut zum Rektor ernannt. Darüber hinaus war er Mitglied des Obersten Rates für Radio und Fernsehen (RTÜK).
Er gründete in Eskişehir die erste Schule für Film und Fernsehen der Türkei; dabei konzentrierte er sich auf Kultur und Literatur. Er förderte die Gründung der Fakultäten für Literaturwissenschaften, Kommunikationswissenschaften sowie für angewandte und bildende Kunst und gründete das staatliche Konservatorium in Eskişehir.
Mit der Gründung einer zweiten Universität in Eskişehir, die ein Fernstudium ermöglichte, hat er Pionierarbeit geleistet. Mit 1,4 Mio. eingeschriebenen und 2,2 Mio. ausgebildeten Studenten hat die Anatolien-Universität in Eskişehir einen Eintrag im Guinness-Buch der Rekorde.
Büyükerşen ist zudem der einzige professionelle Wachsfigurenbildhauer der Türkei. Die Wachsskulptur des Staatsgründers Mustafa Kemal Atatürk im Anitkabir-Museum wurde von ihm entworfen und geformt.
Das erste Wachsfigurenkabinett der Türkei wurde am 19. Mai 2013 gegründet und heißt in Anlehnung an seinen Förderer „Museum Yılmaz Büyükerşen“.

### Politische Karriere
Bei den Wahlen vom 18. April 1999 wurde er von der Partei der Demokratischen Linken (DSP) als Kandidat für das Bürgermeisteramt von Eskişehir nominiert und mit 44 % der gültigen Stimmen gewählt. In seiner ersten Amtszeit entwickelte er die Idee der „Stadtentwicklungsprojekte“, anschließend begann er mit dem Bau der Straßenbahn in Eskişehir.
Bei den Kommunalwahlen vom 28. März 2004 wurde er mit 45 % der Stimmen erneut gewählt.
Bei den Wahlen 2009 erhielt er mehr als 50 % der abgegebenen Stimmen und wurde wiederum im Amt bestätigt. Vom ehemaligen Vorsitzenden der DSP wurde ihm angeboten, den Parteivorsitz zu übernehmen, was er jedoch ablehnte.
2011 wechselte er in die linksgerichtete Republikanische Volkspartei (CHP). Bei den Wahlen 2014 wurde er als Bürgermeister wiedergewählt. Bei den Kommunalwahlen 2019 wurde er mit ca. 52 % der Stimmen wiedergewählt.
Er ist verheiratet und hat zwei Kinder.